# Provincia marítima de Villagarcía
La provincia marítima de Villagarcía es una de las treinta provincias marítimas en que se divide el litoral de España. Comprende desde el paralelo de la punta Río Sieira de latitud 42º 39´N hasta el paralelo de la punta Fagilda de latitud 42º 24´N. Limita al norte con la provincia marítima de La Coruña y al sur con la provincia marítima de Vigo.
La capitanía de esta provincia marítima está situada en Villagarcía de Arosa. Su puertos más importantes son el puerto de Villagarcía de Arosa y el puerto de Ribeira.
De norte a sur consta de los siguientes distritos marítimos:
- Ribeira (VILL-1): desde la punta Río Sieira hasta la punta Aguiuncho.
- Puebla del Caramiñal (VILL-2): desde la punta Aguiuncho hasta la punta Portomouro.
- Villagarcía de Arosa (VILL-3): desde la punta Portomouro hasta el arroyo Currás.
- Cambados (VILL-4): desde el arroyo Currás hasta el río Umia.
- El Grove (VILL-5): desde el río Umia hasta la punta Fagilda.